# Dolomitenstadion
Das Dolomitenstadion ist eine Sportanlage in Lienz/Osttirol im Bundesland Tirol, Österreich. Es wird sowohl als Leichtathletikstadion verschiedener Vereine und Schulen als auch für die Veranstaltung sonstiger Leistungsbewerbe (Feuerwehr, Blasmusik etc.) genutzt, ist aber vor allem als Heimstätte der Lienzer Fußballclubs bekannt und wird in dieser Funktion derzeit von Rapid Lienz bespielt.
Das Dolomitenstadion wurde in den Jahren 1964/65 unter dem damaligen Bürgermeister NR Hubert Huber und unter der Leitung von Oberbaurat Alfred Thenius erbaut. Noch in provisorischem Zustand wurde es dem zu dieser Zeit in der Kärntner Unterliga (vierthöchste Spielklasse) tätigen Verein SV Rapid Lienz übergeben, welcher dort das Meisterschaftsfinale 1963/64 gegen den FC Seebach aus Villach vor 1800 Zuschauern mit 5:1 (2:1) gewann und den Aufstieg in die Landesliga feiern konnte.
Die offizielle Eröffnung fand im Juli 1965 mit dem Spiel des SV Rapid Lienz gegen österreichische Altinternationale mit Musil (SK Rapid Wien), Stanek (Wiener Sport-Club), Haummer (SC Wacker Wien), Reiter (FK Austria Wien), Ernst Ocwirk (Austria), Gernhardt (Rapid), Herbert Grohs (First Vienna FC 1894), Friedrich Kominek (Austria), Erich Probst (Rapid), Wilhelm Hahnemann (SK Admira Wien) und Höfer (Austria) statt, welches der heimische Club überraschend deutlich mit 7:1 (3:1) für sich entscheiden konnte.
In den Jahren 1969–1976 wurde im Dolomitenstadion 7 Saisonen lang Erste Liga-Fußball gespielt und in dortigen Partien wie auch in ÖFB-Pokalschlachten gegen WSG Swarovski Wattens 1969 oder dem 2:0-Erfolg 1971 gegen den Grazer AK mit knapp über 3000 Zuschauern das Fassungsvermögen ausgereizt. Die Zuschauerzahlen dieser Zweitliga-Jahre wurden erst in den späten 1980er Jahren mit den Cup-Partien gegen den FC Swarovski Tirol wieder erreicht.
Im Jahr 1998 wurde das Stadion grundlegend renoviert, Garderobentrakt, Cafe, Büroräume und Kassentrakt ebenso wie die Leichtathletikanlage neu erbaut und der Weg der Spieler und Schiedsrichter von den Umkleidekabinen zum Feld durch eine Stahlbrücke vom Publikum abgetrennt. Dadurch ergibt sich das heutige Bild des Stadions mit knapp über 1000 unüberdachten Sitzplätzen (Holzbänke), Spielfeld mit Flutlichtanlage, Trainingsfeld, Hartplatz-Minispielfeld für sonstige Sportarten und eine moderne Leichtathletikanlage mit Kunststofflaufbahn.
Waren 1999 mit dem SV Rapid, dem ASV und UKAJ Lienz noch drei Fußballmannschaften im Stadion aktiv, so ist nach Konkurs, Neugründung und Fusionen heute nur noch eine Mannschaft, Rapid Lienz Tirol Milch, dort beheimatet, welche derzeit in der Unterliga West tätig ist.